# Монастырь Озрен
Монастырь Озрен (серб. Манастир Озрен, босн. и хорв. Manastir Ozren) в честь Святого Николая — монастырь Зворницко-Тузланской епархии Сербской православной церкви в селе Калуджерица общины Петрово Республики Сербской Боснии и Герцеговины.
Монастырь с 2003 года входит в список национальных памятников Боснии и Герцеговины.

## История
Существует предание, что монастырь является задужбиной сремкого короля Стефана Драгутина. Монастырская церковь, скорее всего, построена во второй половине XVI века. Восстановление монастыря связано с деятельностью патриарха Макария Соколовича и его брата великого визиря Соколлу Мехмед-паши. Церковь строилась в спешке, чтобы воспользоваться благоприятным политическим моментом и принадлежит, как и множество других церквей этого периода, к провинциальным церквам упрощённого типа.
Неф и алтарь церкви были расписаны в 7114 году от сотворения мира (1 сентября 1605 — 31 августа 1606 года) священником Страхиней, по заказу игумена Иакова. Притвор был расписан в 1608—1609 году другим художником, который также расписал церковь монастыря Житомислич. В монастыре проживало множество монахов, имелось большое поголовье скота и виноградник площадью 60 дунамов.
Во время Австро-турецкой войны 1693—1699 годов монастырь пострадал, но не был разрушен. Двадцать не покинувших монастырь монахов были убиты турками. В XVIII веке монастырь долгое время пустовал. В 1770 году был проведён ремонт крыши. После Первого сербского восстания монастырь был снова заброшен. Церковь поддерживалась приходскими священниками.
В 1842 году был проведён ремонт церкви под руководством протоиерея Марка Марьяновича. В 1872 году была построена колокольня. В 1885 году в монастыре возрождена монашеская жизнь. Монастырские владения включали 283 гектара леса, мельница, сливовый сад, несколько полей.
Во время Второй мировой войны усташи уничтожили архив и библиотеку, монастырь был разграблен, игумен Григорий и иеромонах Серафим арестованы и помещены в лагерь Цапраг.
Иеромонах Серафим вернулся в Озрен и 4 сентября 1945 года взял на себя управление монастырём. Спустя два года восстановительные работы были завершены.

## Настоятели
- Тимофей (Витанович) 1886—1892
- Гедеон (Марич) 1893—1895
- Илия (Инджич) 1895—1897
- Петр (Иванчевич) 1897—1902
- Василий (Джукович) 1902—1908
- Леонид (Ергич) 1910—1914
- Гавриил (Вукоев) 1914—1920
- Даниил (Билбия) 1920—1929
- Лазарь (Маркович) 1929—1932
- Гавриил (Вукоев) 1932—1941
- Серафим (Любоевич) 1945—1970
- Сергий (Параклис) 1970—1979
- Серафим (Любоевич) 1979—?[3]
- Даниил (Радойчич) с 2010 года[2]